# Brianstorm
"Brianstorm" (trocadilho com a palavra em inglês "Brainstorm") é uma canção da banda inglesa de indie rock Arctic Monkeys e primeira faixa de seu segundo álbum de estúdio, Favourite Worst Nightmare. A canção foi lançada como primeiro single do álbum em 2 de abril de 2007, estreando em 11° lugar no UK Singles Chart através apenas de downloads. O single foi lançado em forma de CD em 16 de abril, uma semana antes do lançamento do álbum, e alcançou a posição #2 no UK Singles Chart, atrás de Beyoncé e Shakira com "Beautiful Liar". "Brianstorm" é o quarto single da banda no Reino Unido, mantendo o sucesso dos singles número um "I Bet You Look Good on the Dancefloor" e "When The Sun Goes Down", bem como a canção não contida em nenhum álbum "Leave Before the Lights Come On".
A canção chegou à posição #62 na lista dos Top 100 hits de 2007 da MTV Ásia. Também foi usada nos programa The Colbert Report, The Daily Show e Late Night with Conan O'Brien durante as semanas finais da greve dos roteiristas dos Estados Unidos de 2007 e 2008.

## Antecedentes e gravação
Antecedendo o single, havia grande quantidade de especulação por parte dos meios de comunicação questionando a habilidade da banda de emular seu sucesso em 2006 e do álbum début, Whatever People Say I Am, That's What I'm Not. Este single marca uma mudança notável no logotipo e arte da capa, com a imagem "frenética" parecendo espelhar a natureza da faixa. A faixa não tem refrão, mas caracteriza um "ascendente duelo de guitarras que soa como um cruzamento entre Telstar, Mogwai e 'When the Sun Goes Down'." A música, propriamente, é mais pesada que faixas anteriores, sendo a bateria de Matt Helders comparada à de Dave Grohl. Uma característica dos canções do primeiros álbum dos Arctic Monkeys, o sotaque de Sheffield de Alex Turner, volta a ser marcante, "cantando por sobre um baixo áspero, implacável, e guitarras trigêmeas surpreendentemente apropriadas."

## Composição
Quando convidado a falar um pouco sobre o protagonista da canção, Alex Turner respondeu: "Não consigo me lembrar de Brian agora... não sei se ele estava em minha imaginação ou algo assim... é um branco na minha mente... acho que era isso que ele [Brian] queria." Mais tarde ele explicou à NME que Brian fora um fã da banda que eles haviam conhecido no backstage do vestiário em um show no Studio Coast "Ageha" em Tóquio, Japão, e que "Quando ele saiu da sala, ficamos todos um pouco admirados com sua presença. Então fizemos um brainstorming sobre o que ele parecia, desenhamos uma pequena imagem e escrevemos coisas sobre ele." Jamie Cook acrescentou: "Ele era bem estranho. Ele simplesmente apareceu como se fosse importante com uma camiseta com gola redonda e uma gravata larga em volta do pescoço, nunca tinha visto isso antes. Parecia que ele estava tentando entrar nas nossas mentes. Reparamos nas roupas dele - nos enlouqueceu um pouco. Ele definitivamente nos impressionou. Deve ter sido algum mágico. Pode ser até que ele esteja aqui agora. Mas se descobríssemos quem ele é, estragaria tudo."

## Videoclipe
O videoclipe da canção, dirigido por Huse Monfaradi, mostra a banda tocando em um set esparso, em tons de sépia, intercalado entre clipes de dançarinas em frente a um grande display computadorizado, imagens de arquivo de antigos programas educacionais de medicina e breves flashes de imagens de coisas mencionadas na letra, como "Brian", "jacuzzi" e até raio em vez de "trovão". O vídeo foi gravado em 14 de fevereiro de 2007, no mesmo dia do BRIT Awards de 2007, o que os levou a perder a cerimônia e tendo de enviar dois vídeos de aceitação aos prêmios que receberam, nos quais se vestiram como personagens de The Wizard of Oz e integrantes do Village People. O vídeo estreou na MTV2 em 17 de março de 2007.

## Faixas
Todas as músicas compostas por Arctic Monkeys.
| CD single (RUG254CD), 10" (RUG254T) |                                                                                  |                            |         |  |
| N.º                                 | Título                                                                           | Letras                     | Duração |  |
| 1.                                  | "If You Found This It's Probably too Late"                                       | Alex Turner                | 1:32    |  |
| 2.                                  | "Brianstorm"                                                                     | Alex Turner                | 2:50    |  |
| 3.                                  | "Temptation Greets You Like Your Naughty Friend" (participação de Dizzee Rascal) | Alex Turner, Dizzie Rascal | 3:27    |  |
| 4.                                  | "What If You Were Right the First Time?"                                         | Alex Turner                | 3:02    |  |

| 7" (RUG254) |                                                                                  |                            |         |  |
| N.º         | Título                                                                           | Letras                     | Duração |  |
| 1.          | "Brianstorm"                                                                     | Alex Turner                | 2:50    |  |
| 2.          | "Temptation Greets You Like Your Naughty Friend" (participação de Dizzee Rascal) | Alex Turner, Dizzie Rascal | 3:27    |  |

## Desempenho nas tabelas musicais
| Tabela musical (2007)          | Melhor Posição |
| ------------------------------ | -------------- |
| Turquia - Turkish Top 20 Chart | 20             |
| Reino Unido - UK Singles Chart | 2              |

A canção alcançou a posição número um no UK indie chart. As outras três faixas do single entraram na UK Singles Chart em 28 de abril de 2007. "Temptation Greets You Like Your Naughty Friend" foi número 77, "What If You Were Right the First Time?" alcançou a posição 114 e "If You Found This It's Probably Too Late" chegou a 124.